# AIM-82
L'AIM-82 Dogfighter fu un missile aria-aria a corto raggio impostato nel 1969 dall'USAF il cui progetto fu cancellato prima ancora che si potessero produrre i primi prototipi.

## Storia del progetto
L'impegno nel corso della guerra del Vietnam portò sia l'USAF che l'US Navy a ipotizzare lo sviluppo di nuovi missili aria-aria a corto raggio. 
Nel 1969 l'USAF decise di dotare il caccia McDonnell Douglas F-15 Eagle, ancora in fase di sviluppo, di un nuovo missile aria-aria a corto raggio in grado di agganciare il bersaglio da qualsiasi angolazione. I missili AIM-9 Sidewinder in servizio in all'epoca potevano agganciare il bersaglio solo se lanciati praticamente dietro il bersaglio, dove il calore emesso dai motori forniva una grande traccia infrarossa alla testa del "seeker" del missile. La nuova arma ebbe la designazione di ZAIM-82A, e i requisiti del nuovo ordigno prevedevano che dovesse essere del tipo "all-aspect", cioè lanciabile contro un bersaglio diretto in qualsiasi direzione, e "fire-and-forget", ovvero che dopo il lancio il pilota dell'aereo poteva interrompere il contatto e disimpegnarsi senza dover guidare il missile fino al bersaglio.
Nel febbraio 1970 l'USAF emise una RFP (Request For Proposals) e nell'aprile successivo venne assegnato un contratto preliminare di sviluppo alle industrie General Dynamics, Hughes Aircraft e Philco-Ford, e le proposte furono presentate dalle aziende nel mese di luglio.  Nel mese di settembre, tuttavia, lo sviluppo dello ZAIM-82A "Dogfighter" venne cancellato dall'USAF in quanto l'US Navy aveva concluso lo sviluppo del missile aria-aria AIM-95 Agile, destinato ad equipaggiare i nuovi caccia Grumman F-14 Tomcat, molto simile nel ruolo e nelle caratteristiche ai requisiti richiesti dall'USAF, che decise di acquistarlo al posto dello ZAIM-82A. Alla fine anche l'AIM-95 venne cancellato e fu deciso di sviluppare nuove versioni dello AIM-9 aggiornate per rimanere in servizio. A causa dell'interruzione del programma di sviluppo dell'AIM-82 nella fase iniziale, i parametri di progettazione e le prestazioni del missile non furono mai specificate.